# محمد باش (ممثل)
محمد باش (1978 -)، ممثل كويتي. كانت بدايته مع مسرح الشباب عام 2001 ثم توقف عن التمثيل بسبب حادث مروري وعاد إلى التمثيل عن طريق شركة فروغي واشتهر بدوره في مسرحية خاربه خاربه.

## حياته
لم يكمل دراستة، إذ انه توقف عن الدراسة في المرحلة المتوسطة، ثم أكمل بعدها الدراسة من خلال دورات خاصة، فأكسبتنه خبرات كثيرة استفد منها في حياته عامة، بعد ذلك توظف بشهاداته التي حصل عليها من الدورات في مكان لا علاقة له بالفن إطلاقاً وما زل فيه إلى الآن.

## أعماله

### مسرحيات
- البيت بيتك
- حاميها حراميها
- خاربه خاربه
- البيت بيتك
- أبو سارة في العمارة
- بخيت وبخيتة
- الطرطنجي

### مسلسلات
- زمن مريان
- هذا ولدنا
- صج حظوظ
- الفلته حلقات منفصلة
- تذكرة داوود
- غريب

## روابط خارجية
- محمد باش على موقع قاعدة بيانات الأفلام العربية